# Städtebauförderung
Die Städtebauförderung ist ein differenziertes Förderprogramm des Bundes und der Länder in der Bundesrepublik Deutschland zur Förderung von Städten, aber auch Dörfern
- von erneuerungsbedürftigen, zumeist älteren Stadtkernen und Gründerzeitstadtteilen,
- des städtebaulichen Denkmalschutzes in historischen Stadtkernen,
- des Stadtumbaus in vom Leerstand betroffenen Wohnvierteln,
- einer Sozialen Stadt in sozial bedrängten Gebieten,
- der Entwicklung neuer Stadtteile in besonderen städtebaulichen Lagen.

Der Bund, die Länder und die Städte messen der Städtebauförderung eine große städtebauliche, wirtschaftliche, soziale, kulturelle und ökologische Bedeutung zu.

## Geschichte
Nach der Behebung der ersten großen Wohnungsnot in der Zeit nach dem Zweiten Weltkrieg war es erforderlich, sich mehr den städtebaulichen Zusammenhängen zu widmen. Die Städtebauförderung wirkte zunächst seit 1969 in einigen Modellstädten. Das bundesweite Rechts- und Fördersystem trat mit dem Städtebauförderungsgesetz am 1. August 1971 in Kraft. Bis 1990 konnten große Erfolge bei der Sanierung der Stadtkerne erreicht werden. Dabei wurden von Bund, Länder und Gemeinden über 14 Mrd. Euro bereitgestellt.
Nach der Wiedervereinigung lag der Schwerpunkt der Stadterneuerungspolitik in den neuen Bundesländern. In über 1200 Fördergebieten wurden von 1991 bis 2006 über 20 Mrd. Euro Programmmittel in den neuen Ländern eingesetzt.
2006 hat der Bund 546 Mio. Euro an finanziellen Verpflichtungen als Finanzhilfen für Ost- und Westdeutschland bereitgestellt. Diese Mittel werden durch die Länder und die Gemeinden durch ähnlich hohe Mittel komplimentiert. Einige Länder stellen durch eigene Länderprogramme weitere Mittel bereit. Durch die finanziellen Mittel der Bauherren und durch Anstoßwirkungen wird eine 4- bis 5-fache Investitionswirkung der Finanzhilfen von Bund, Länder und Gemeinden erreicht.
2010 wurde die Halbierung der mittlerweile auf 610 Mio. Euro gestiegenen Städtebauförderung durch den Bund auch vom Bundesrat angenommen. Im Haushalt 2011 waren 455 Mio. Euro Bundesfinanzhilfen vorgesehen, die durch Mittel der Länder und der Gemeinden in etwa gleicher Höhe komplementiert worden sind. Auch in den Jahren 2012 und 2013 wurden jeweils 455 Mio. Euro für die Städtebauförderung im Bundeshaushalt vorgesehen.
Seit 2018 ist das Bundesministerium des Innern, für Bau und Heimat auch für die Städtebauförderung zuständig. In einer Verwaltungsvereinbarung hatte sich der Bund und gegenüber den Bundesländern verpflichtet, für das Haushaltsjahr 2019 insgesamt 790 Millionen Euro bereitzustellen, zuzüglich 200 Millionen Euro für den Investitionspakt Soziale Integration im Quartier. Für 2020 ist der Bund eine Verpflichtung in gleicher Höhe eingegangen, lediglich die Förderbereiche wurden auf drei konzentriert:
- Lebendige Zentren (300 Millionen Euro)
- Sozialer Zusammenhalt (200 Millionen Euro, bis 2019: Programm Soziale Stadt)
- Wachstum und Nachhaltige Erneuerung (290 Millionen Euro)

zuzüglich
- Investitionspakt soziale Integration im Quartier (200 Millionen Euro)[5]

## Ziele der Städtebaulichen Erneuerung im Städtebau
Die städtebauliche Erneuerung soll die Erhaltung und Modernisierung von Gebäuden, die Revitalisierung der Zentren und Nebenzentren und die Verbesserung des Wohnumfeldes in den betroffenen Gebieten ermöglichen. Ohne die finanziellen Hilfen, aber auch durch die Anreize von Bund und Ländern waren und sind die Gemeinden nicht in der Lage, diese Aufgaben zu bewältigen.
Ziel war und ist es, den Bedeutungsverlust der Innenstädte in ihrer Funktion als soziale, wirtschaftliche, kulturelle und politische Mitte der Region aufzuhalten. Durch Vielfalt und Funktionsmischung sollen sie Orte der Begegnung und Identifikation bleiben, so dass Stadtleben zum Stadterlebnis wird. Statt Einkaufen in Ladenzentren auf der grünen Wiese sollen auch diese Aktivitäten sich in den Zentren besser entwickeln können. Durch den Erhalt und die Stärkung der vorhandenen Stadtteile kommt der Städtebauförderung eine hohe ökologische Bedeutung zu.
Erreicht werden diese Ziele durch die allgemeinen Programme der Städtebauförderung, durch Finanzhilfen des Bundes und der Länder sowie Mitteln der Gemeinden in Form von Bund-/Länderprogrammen und reinen Länderprogrammen. Dazu kommen die finanziellen Mittel der privaten und gewerblichen Bauherren. Mit einem Euro aus den Programmen werden Investitionen in Höhe von 4 bis 5 Euro bewirkt. Die ökonomische Bedeutung der Programme – vor allem auch um Investitionen anzuregen – ist sehr hoch. Städtebauförderungsprogramme haben insgesamt gesehen eine soziale, kulturelle, ökologische, ökonomische und politische positive Wirkung.
Anwendung finden diese Programme in den Sanierungs-, Entwicklungs- und Fördergebieten in mehreren tausend Gemeinden in allen Bundesländern.

## Städtebaulicher Denkmalschutz
Durch das Programm Städtebaulicher Denkmalschutz sollte zunächst in den neuen Ländern die Einheit zwischen Stadt- und Gebäudesanierung und Denkmalschutz in besonders bedeutsamen, historischen Stadtkernen (wie z. B. in Angermünde, Arnstadt, Boizenburg, Erfurt, Freyburg, Görlitz, Grimma, Güstrow, Havelberg, Meißen, Neuruppin, Potsdam, Putbus, Quedlinburg, Schwerin, Stralsund, Weimar, Wismar) bewirkt werden. Ein Beirat unter Vorsitz von Gottfried Kiesow und Michael Bräuer begleitet dieses Programm. Von 1991 bis 2016 wurden in 238 Städten der neuen Länder rund 2,4 Mrd. Euro Fördermittel eingesetzt, für die alten Länder wurden im selben Zeitraum 290 Millionen für 265 Städte bereitgestellt.
Am 9. Juni 2010 teilte Bundesminister Peter Ramsauer den Mitgliedern des „Bundestagsausschusses für Verkehr, Bau- und Stadtentwicklung“ mit, dass die Bundesmittel für die Städtebauförderung in den Folgehaushalten des Bundes um 50 % gekürzt werden sollen – der Städtebauliche Denkmalschutz wäre davon im Umfang von 50 Mio. Euro pro Jahr betroffen. Da diese Mittel üblicherweise von Ländern, Kommunen und anderen fördernden Institutionen projektergänzend auf die doppelte bis dreifache Summe ergänzt werden, die dann ebenfalls wegfielen, warnte der Vorsitzende der Deutschen Stiftung Denkmalschutz, Gottfried Kiesow, in einer Presseerklärung vor einem Kahlschlag. „Die von Bundesminister Ramsauer angekündigte Halbierung der Programmmittel in der Städtebauförderung ist ein Fehler“, so Kiesow. Die Kürzung „gefährdet den Erhalt unseres kulturellen Erbes“. Diese Kritik wiederholte die Vorsitzende der Stiftung, Rosemarie Wilcken, anlässlich des Tages des offenen Denkmals 2011.
Seit 2017 hat der Bund seine Förderung des städtebaulichen Denkmalschutzes auf jährlich 110 Millionen heraufgesetzt.

## Die Soziale Stadt
Der gegenwärtige massive gesellschaftliche und ökonomische Wandel verändert die sozialen und räumlichen Strukturen in den Städten und stellt die Stadtteilentwicklung vor neuen Herausforderungen. Seit 1999 im Osten und ab 2004 im Westen gibt es deshalb das ergänzende Programm „Die Soziale Stadt“ zur Förderung von Stadtteilen mit einem besonderen sozialen Entwicklungsbedarf. Ziel ist dabei, die physischen Wohn- und Lebensbedingungen sowie die wirtschaftliche Basis in den Stadtteilen zu stabilisieren und zu verbessern, die Lebenschancen durch Vermittlung von Fähigkeiten, Fertigkeiten und Wissen zu erhöhen und Image, Öffentlichkeitsarbeit, und Identifikation der Quartiere zu stärken. Bis 2018 wurden 891 Programmgebiete in 513 Städten und Gemeinden gefördert.

## Stadtumbau
Im Laufe der jahrhundertelangen Geschichte wurden die Städte permanent und entsprechend den jeweiligen Bedürfnissen umgebaut. Nun aber sind neue, tief greifende Entwicklungen in den Städten zu verzeichnen, gekennzeichnet durch starke Bevölkerungsverluste, Wohnungsleerstand und große Brachflächen. Deshalb zielt Stadtumbau Ost wie West generell auf eine Aufwertung der Stadtquartiere zur Verbesserung der Wohn- und Lebensqualität der Einwohner und der Funktionsfähigkeit der Stadtquartiere, auch im Zusammenhang mit dem Rückbau (Ost: 350.000 Wohnungen) von auf Dauer nicht mehr benötigten Wohnungen. Von 2002 bis 2005 wurden in den neuen Ländern 342 Gemeinden mit einem Fördervolumen von rd. 2,5 Mrd. Euro bedacht. In den Westländern startete dieses Programm 2004 zunächst mit 16 Pilotstädten und Finanzhilfen in Höhe von 40 Mio. Euro.
Aufgrund einer 2016 vorgenommenen Evaluierung wurden die beiden Programme zusammengelegt und seit 2017 mit folgenden Schwerpunkten fortgeführt:
- Stärkung der Innenstädte
- Vermeidung perforierter Stadtstrukturen
- Schaffung eines nachfragegerechten Wohnangebotes
- Erhalt eines intakten Gemeinwesens.

Das Fördervolumen wurde auf 260 Millionen aufgestockt, wodurch 56 Gemeinden West neu aufgenommen werden konnten. Bis 2019 wurden insgesamt 1.081 Kommunen gefördert.

## Aktive Stadt- und Ortsteilzentren
Seit 2008 gehört dieses Programm zur gemeinsamen Städtebauförderung. Es dient zur Vorbereitung und Durchführung von Gesamtmaßmahmen zur Erhaltung und Entwicklung der zentralen Versorgungsbereiche in Innenstadtzentren und Nebenzentren sowie Grund- und Nahversorgungszentren als Standorte für Wirtschaft und Kultur sowie als Orte zum Wohnen, Arbeiten und Leben. Die Finanzierung wird je zur Hälfte von Bund Ländern und Gemeinden einerseits und privaten Investoren sowie zusätzlichen kommunalen Mitteln andererseits getragen.

## Durchführung
Eine ganzheitliche, sich ständig anpassende städtebauliche Planung als integrierter Prozess aller Akteure ist der Beginn und die Begleitung jeder städtebaulichen Gesamtmaßnahme.
Kriterien für die Durchführung der städtebaulichen Gesamtmaßnahme sind die städtebaulichen Missstände (Substanz- und Funktionsschwächen), die baukulturelle Bedeutung der Gebiete, die einheitliche und zügige Vorbereitung, die qualitätsvolle Durchführung der Sanierung, ein fest umgrenztes Sanierungs- oder Fördergebiet und ein breites öffentliches Interesse.
Die betroffenen Bürger werden intensiv in die Entwicklung der Gesamtmaßnahmen einbezogen. Öffentlichkeitsarbeit, Stadtmarketing, Stadtteilmanagement sowie Koordination und Kooperation aller Beteiligten dienen dazu, das Verständnis zu fördern, den Durchführungsprozess zu optimieren und finanziell zusätzliche Mittel zu aktivieren.
Zur Vorbereitung, Durchführung und Abrechnung von städtebaulichen Gesamtmaßnahmen werden zumeist Sanierungs- oder Entwicklungsträger beauftragt.
Für die Begleitforschung stellt der Bund 0,5 % der Fördermittel zur Verfügung. Das Bundesinstitut für Bau-, Stadt- und Raumforschung (BBSR) ist mit der Koordinierung und Umsetzung beauftragt worden.

## Tag der Städtebauförderung

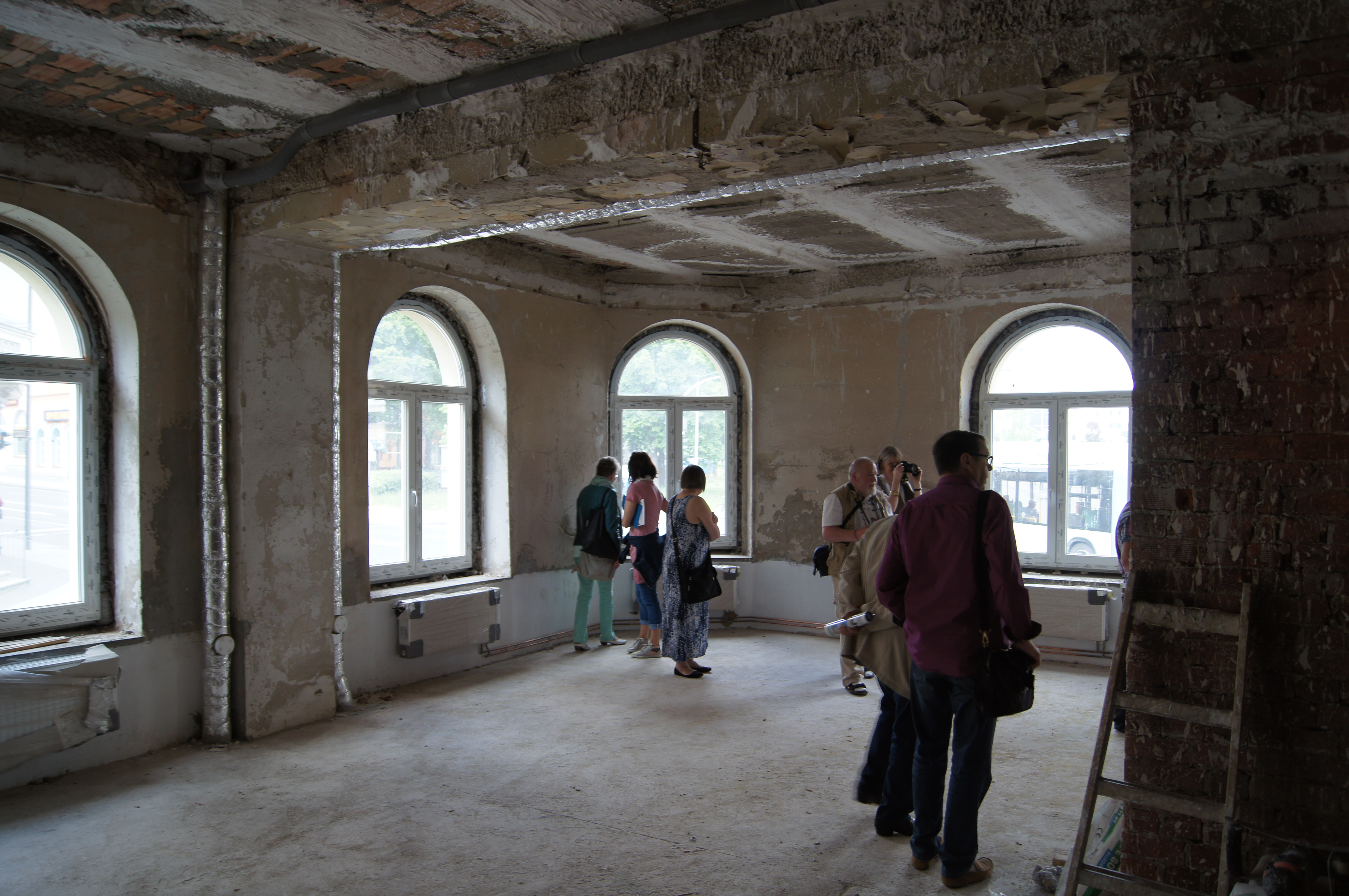
Tag der Städtebauförderung 2016 in Frankfurt (Oder)

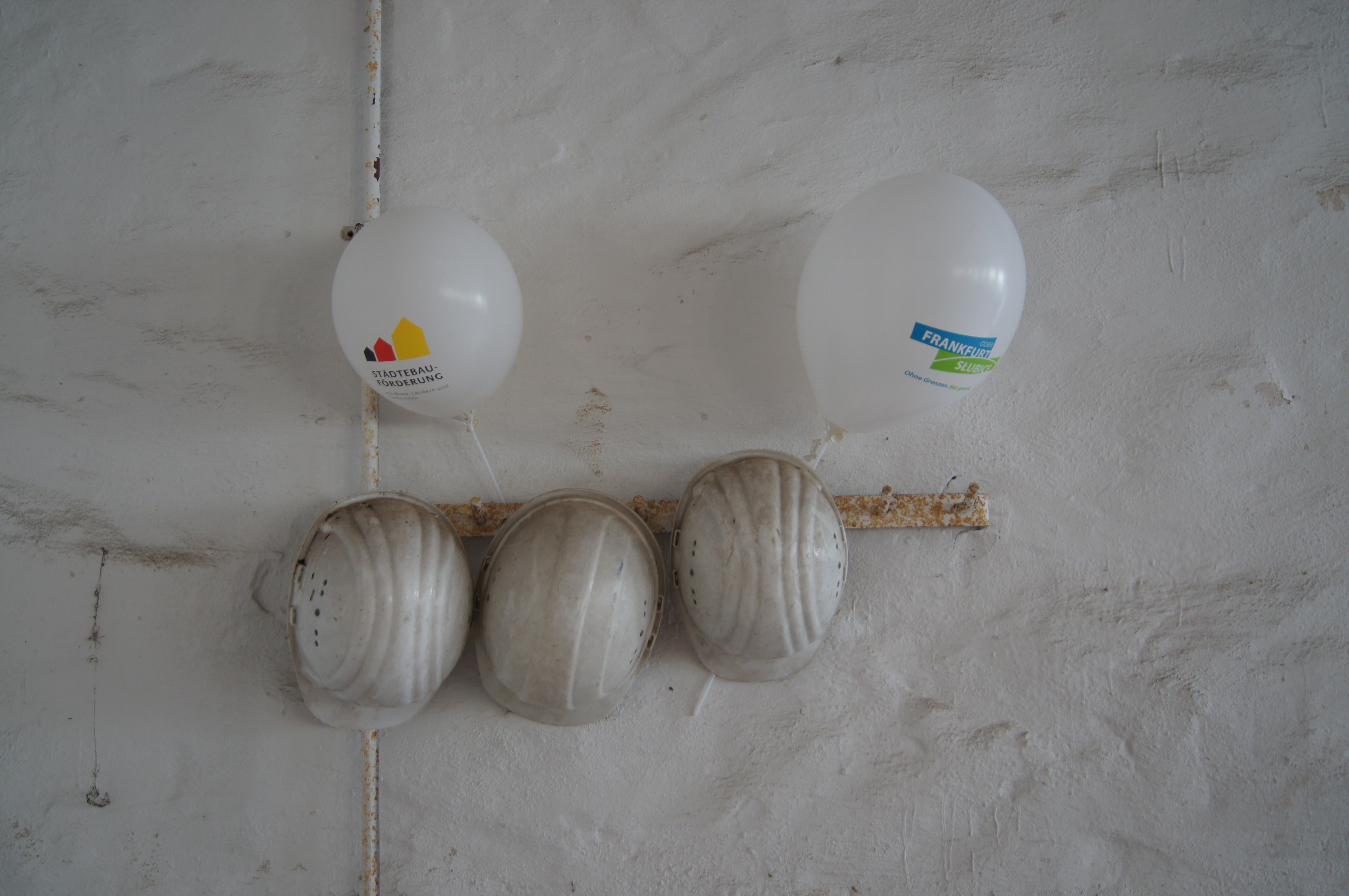
Tag der Städtebauförderung 2016 in Frankfurt (Oder)

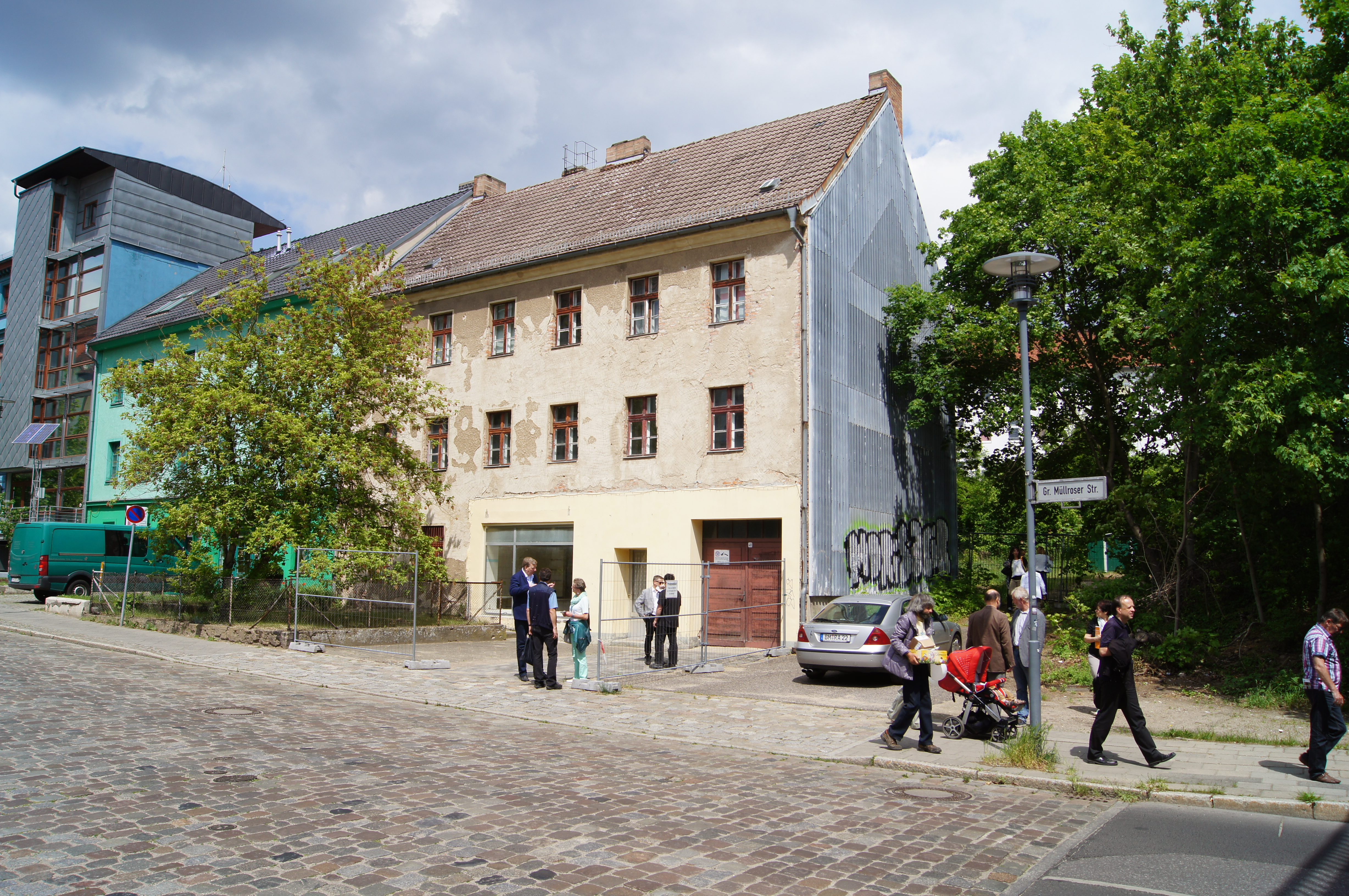
Tag der Städtebauförderung 2016 in Frankfurt (Oder)

In Deutschland tragen Bund, Länder, kommunale Spitzenverbände und weitere Partner ein Projekt für einen „Tag der Städtebauförderung“. Dieser soll die Bürgerbeteiligung in Städtebauförderung und Stadtentwicklung stärken und Projekten in kleineren Gemeinden, Mittel- und Großstädten ein Forum bieten. Der „Tag der Städtebauförderung“ ist seit 2015 eine jährlich wiederkehrende deutschlandweite Veranstaltung.

## Recht
Die rechtliche Grundlage für Sanierungs-, Entwicklungs- und Fördergebiete sowie für deren Förderung finden sich im „Besonderen Städtebaurecht“ des Baugesetzbuch (§§ 136 bis 191 BauGB), in den Verwaltungsvereinbarungen zwischen Bund und Ländern über die Gewährung von Finanzhilfen, in den Städtebauförderungsrichtlinien und Erlassen der Länder (zuletzt BAnz AT 03.11.2014 B3), in deren jährlichen Länderprogrammen sowie in den Richtlinien und Satzungen der Gemeinden.
Städtebauliche Sanierungsmaßnahmen sind nach § 136 Abs. 1 BauGB Maßnahmen in Stadt und Land, durch die ein Gebiet zur Behebung städtebaulicher Missstände wesentlich verbessert oder umgestaltet werden soll, wobei die einheitliche Vorbereitung und zügige Durchführung im öffentlichen Interesse liegen muss.

## Zitate
- Hans Paul Bahrdt, Sozialwissenschaftler: „Mit falsch gebauten Städten kann man eine Gesellschaft und eine Demokratie genauso ruinieren, wie durch die Einrichtung eines totalitären Regimes.“ In Die moderne Großstadt. Wegner-Verlag, Hamburg 1969.
- Alexander Mitscherlich, Psychologe: „Wir hatten Anlass, die Zerstörung unserer Städte zu beklagen- und dann die Formen ihres Wiederaufbaus;… Die Unwirtlichkeit unserer wiedererbauten, unentwegt in die Breite verfließenden statt kühn in die Höhe konstruierten, monoton statt melodisch komponierten Städte drückt sich in der Zentren ebenso aus wie an der Peripherie;…“ in Die Unwirtlichkeit unserer Städte – Anstiftung zum Unfrieden. edition suhrkamp, Frankfurt am Main 1967.
- Lauritz Lauritzen, 1966–1972 Bundesbauminister: „Der Zwang zur stärkeren öffentlichen Planung bei der Entwicklung unserer Städte und Gemeinden ist unabweisbar.“ In Mehr Demokratie im Städtebau. Fakelträgerverlag, Hannover 1972.
- Karl Ravens, 1972–1974 Bundesbauminister: „Vom Wohnungsbau zum Städtebau, das war die Parole von 1971 und sie bestimmte das politische und administrative Handeln in den Jahren danach.“ In Zurück in die Stadt – Beispiele der Stadterneuerung in Brandenburg, Mecklenburg-Vorpommern und Sachsen-Anhalt. BIG-Städtebau und SES-Stadterneuerungsgesellschaft (Hrsg.), Stralsund 2004.
- Horst Seehofer, 2018–2021 Bundesinnenminister: „Wir verschlanken unsere Förderstruktur. Damit erleichtern wir den Städten und Kommunen die Umsetzung ihrer Vorhaben. Zudem wird der Klimaschutz zur Fördervoraussetzung. Städtebauförderung ohne Klimaschutz wird es künftig nicht mehr geben.“ PM BMI, 2019.